# First Flight
First Flight é um curta de 2006 feito em computação gráfica. O curta passou nos cinemas de Nova York e Los Angeles junto com o filme Os Sem Floresta.

## Sinopse
O filme conta a história de um empresário muito organizado, cuja perspectiva de vida muda para sempre com um encontro inesperado com um pássaro  minúsculo.

## Elenco
- Jeanine Meyers como pássaro
- Jon Spinogatti como motorista do ônibus